# Miss Univers Canada 2012
Miss Univers Canada 2012, 18e élection de Miss Univers Canada, s'est déroulée le 19 mai 2012 au St. Lawrence Centre for the Arts de Toronto.

## Classement final
| Titre                                  | Candidates |
| -------------------------------------- | --- |
| Disqualifiée                           | - Vancouver - Sahar Biniaz |
| Miss Univers Canada 2012 (successeuse) | - Calgary - Adwoa Yamoah |
| 1re dauphine                           | - Ottawa - Majd Soudi |
| 2e dauphine                            | - Uxbridge - Katie Starke |
| 3e dauphine                            | - Etobicoke - Kesiah Papasin |
| 4e dauphine                            | - Edmonton - Chelsea Bird |
| Top 12                                 | - Vancouver - Jenna Talackova - Toronto - Dajana Radovanovic - Gatineau - Ines Kipre - Markham - María Julia Nahri - Halifax - Sarah Harrison - Vancouver - Suzette Hernandez                                                  |
| Top 20                                 | - Vancouver - Casar Jacobson - Vancouver - Christine White - Binbrook - Diana Mendoza - LaSalle - Kuyan Elliott - Toronto - Lisa Wong - Grand Falls-Windsor - Mandi Gale - Hamilton - Marta Jablonska - Cremona - Vaughan Marr |

## Candidates
| Nom                   | Âge    | Taille | Domicile            | Origine           | Classement                              |
| --------------------- | ------ | ------ | ------------------- | ----------------- | --------------------------------------- |
| Adwoa Yamoah          | 24 ans | 5’9″   | Calgary             | Ghana             | Miss Univers Canada 2012 (remplaçante)  |
| Alena Konovalova      | 24 ans | 5’7″   | Maple               | Russie            |                                         |
| Ali Sarchuk           | 22 ans | 5’10″  | Saskatoon           | Canada            |                                         |
| Alicia George         | 20 ans | 5’10″  | Surrey              | Canada            |                                         |
| Alina Tsymbalarou     | 25 ans | 5’9″   | London              | Moldavie          |                                         |
| Amanda Kazmierczak    | 21 ans | 5’6″   | Toronto             | Canada            |                                         |
| Amanda-Lee Bordun     | 20 ans | 5’9″   | Steinbach           | Canada            |                                         |
| Amanda Morie          | 24 ans | 5’6″   | Edmonton            | Canada            |                                         |
| Anna Piatrovich       | 24 ans | 5’10″  | Richmond Hill       | Biélorussie       |                                         |
| Brianne Kidner        | 18 ans | 5’8″   | Edmonton            | Canada            |                                         |
| Carla Bradstock       | 26 ans | 5’10″  | Richmond            | Canada            |                                         |
| Casar Jacobson        | 26 ans | 5’10″  | Vancouver           | Autriche          | Top 20                                  |
| Casendre Paquet       | 22 ans | 5’6″   | Saint-Laurent       | Canada            |                                         |
| Chelsea Bird          | 23 ans | 5’8″   | Edmonton            | Canada            | Top 12                                  |
| Chelsey Smith         | 23 ans | 5’9″   | Edmonton            | Canada            |                                         |
| Chelsi Mittelholzer   | 21 ans | 5’10″  | Markham             | Canada            |                                         |
| Christine Adela White | 26 ans | 5’11″  | Vancouver           | Philippines       | Top 20                                  |
| Dajana Radovanović    | 20 ans | 5’9″   | Toronto             | Canada            | Top 12                                  |
| Danielle Murphy       | 20 ans | 6’0″   | Brockville          | Canada            |                                         |
| Diana Mendoza         | 24 ans | 5’9″   | Binbrook            | Canada            | Top 20                                  |
| Ela Mino              | 20 ans | 5’8″   | Calgary             | Canada            |                                         |
| Elana Wu              | 22 ans | 5’8″   | Richmond            | Taïwan            |                                         |
| Ella Law              | 26 ans | 5’5″   | Edmonton            | Canada            |                                         |
| Haley Draper          | 22 ans | 5’6″   | London              | Canada            |                                         |
| Ines Kipre            | 23 ans | 5’10″  | Gatineau            | Canada            | Top 12                                  |
| Isabella Romero       | 21 ans | 5’6″   | Sherbrooke          | Colombie          |                                         |
| Jasmine Pham          | 21 ans | 5’9″   | Kapuskasing         | Canada            |                                         |
| Jenna Talackova       | 23 ans | 6’1″   | Vancouver           | Canada            | Top 12                                  |
| Jennifer Grudić       | 24 ans | 5’6″   | Corner Brook        | Canada            |                                         |
| Jennifer Skroch       | 21 ans | 5’7″   | Calgary             | Canada            |                                         |
| Joyanna Mitchell      | 24 ans | 5’7″   | Beaumont            | Canada            |                                         |
| Katerina Kiprich      | 24 ans | 5’6″   | Toronto             | Kazakhstan (URSS) |                                         |
| Katie Starke          | 21 ans | 5’11″  | Uxbridge            | Canada            | 3e dauphine                             |
| Kesiah Papasin        | 21 ans | 5’7″   | Etobicoke           | Canada            | 4e dauphine                             |
| Kimealia Hercules     | 20 ans | 5’9″   | Montréal            | Canada            |                                         |
| Kuyan Elliott         | 19 ans | 5’9″   | LaSalle             | Canada            | Top 20                                  |
| Kylee Jean Apers      | 24 ans | 5’7″   | Armstrong           | Canada            |                                         |
| Kyra Weston           | 19 ans | 5’5″   | Calgary             | Canada            |                                         |
| Lisa Wong             | 22 ans | 5’10″  | Toronto             | Chine             | Top 20                                  |
| Majd Soudi            | 26 ans | 5’6″   | Ottawa              | Jordanie          | 2e dauphine                             |
| Mandi Gale            | 22 ans | 5’4″   | Grand Falls-Windsor | Canada            | Top 20                                  |
| Maria Cecilia Nicolas | 26 ans | 5’6″   | Thompson            | Philippines       |                                         |
| Maria Julia Nahri     | 26 ans | 5’8″   | Markham             | Syrie             | Top 12                                  |
| Mariangela Avila      | 19 ans | 4’10″  | Calgary             | Venezuela         |                                         |
| Marta Jablonska       | 24 ans | 5’10″  | Hamilton            | Pologne           | Top 20                                  |
| Mina Khtaria          | 21 ans | 5’8″   | Surrey              | Canada            |                                         |
| Natka Brestovanska    | 23 ans | 5’10″  | Orillia             | Canada            |                                         |
| Nazanin Gheitasian    | 23 ans | 5’7″   | Vancouver           | Iran              |                                         |
| Raman Basi            | 23 ans | 5’8″   | Calgary             | Inde              |                                         |
| Sahar Biniaz          | 26 ans | 5’8″   | Vancouver           | Inde              | Miss Univers Canada 2012 (disqualifiée) |
| Samantha Morris       | 21 ans | 5’11″  | Calgary             | Canada            |                                         |
| Sarah Harrison        | 24 ans | 5’11″  | Halifax             | Canada            | Top 12                                  |
| Signa Love            | 26 ans | 5’7″   | Rothesay            | Canada            |                                         |
| Sophie Mokbel         | 24 ans | 5’5″   | Laval               | Canada            |                                         |
| Stephanie Marinus     | 21 ans | 5’6″   | High River          | Canada            |                                         |
| Suzette Hernandez     | 26 ans | 5’9″   | Vancouver           | Philippines       | Top 12                                  |
| Tara Davy             | 26 ans | 5’8″   | Whitehorse          | Canada            |                                         |
| Tara Patterson        | 24 ans | 5’5″   | London              | Canada            |                                         |
| Vaughan Marr          | 23 ans | 5’9″   | Cremona             | Canada            | Top 20                                  |
| Vania Georgieva       | 18 ans | 5’8″   | Ottawa              | Bulgarie          |                                         |
| Venessa Facciotti     | 26 ans | 5’6″   | Langley             | Canada            |                                         |
| Veronica Salcedo      | 21 ans | 5’8″   | Dorval              | Canada            |                                         |

## Galerie

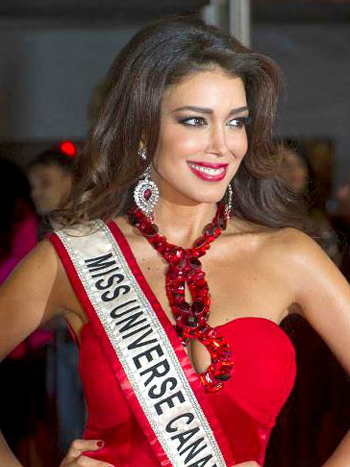
Sahar Biniaz.
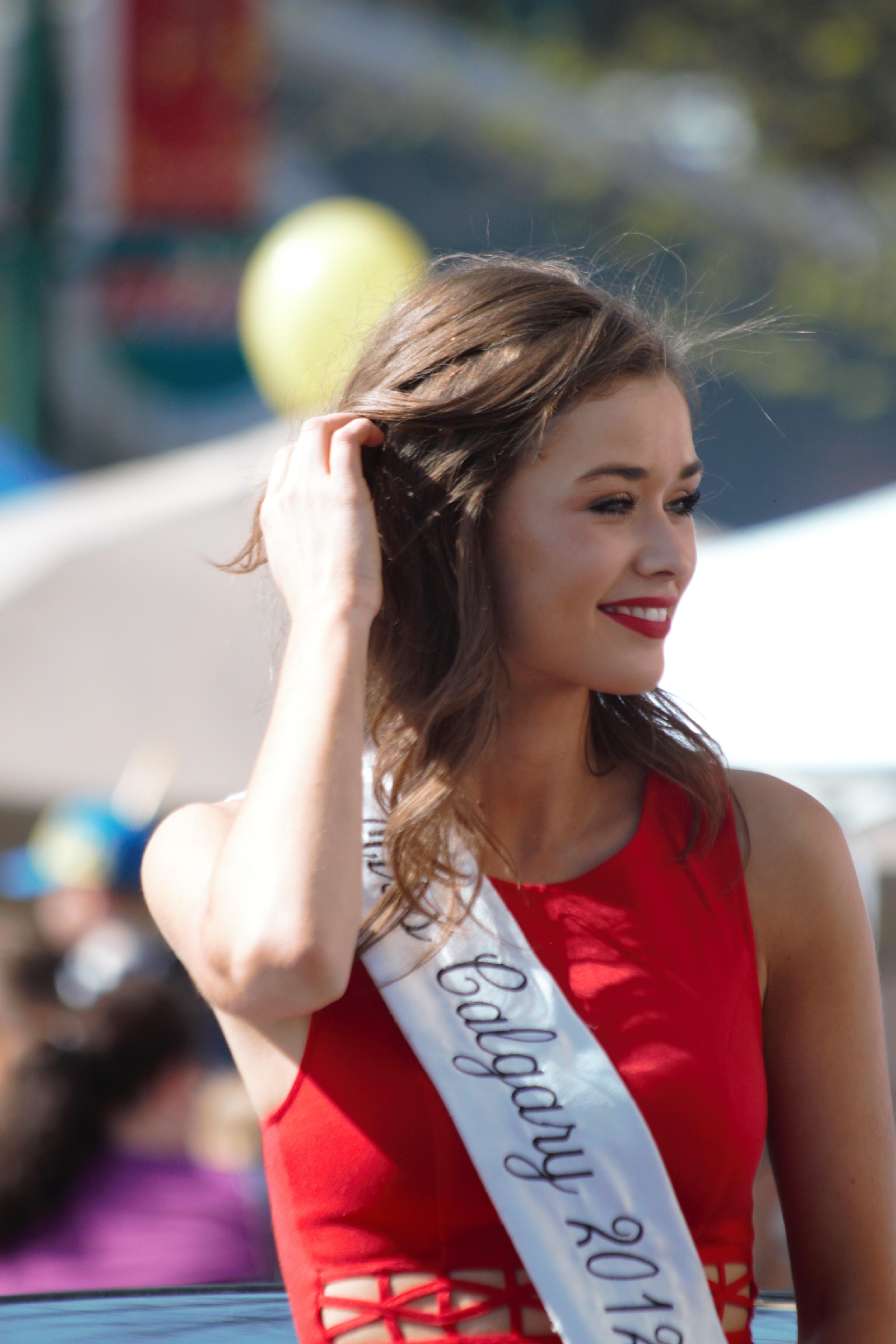

## Observations